# Atsuko Maeda
Atsuko Maeda (前田敦子, Maeda Atsuko, Ichikawa, 10 de julho de 1991) é uma atriz e cantora japonesa conhecida por seu trabalho no grupo feminino de ídolos japoneses AKB48. Maeda foi um dos membros mais proeminentes do grupo e ficou em primeiro lugar entre todas as candidatas do AKB48 e dos grupos irmãos nas eleições gerais de 2009 e 2011, e segundo nas eleições de 2010. Ela era geralmente considerada como "centro eterno" e "rosto do AKB" quando estava no grupo. Muitos dos singles do grupo têm suas partes solo distintas das demais. Ela também apareceu em muitas capas de álbuns. Em 25 de março de 2012, Maeda anunciou sua graduação no AKB48; foi realizada em 27 de agosto. Desde então, ela continua com uma carreira solo de cantora e atriz.

## Biografia
Maeda nasceu em Ichikawa, Chiba. Aos 14 anos, ela se tornou membro do primeiro grupo do AKB48, o Time A, composto por 24 meninas e estreou em 8 de dezembro de 2005.
Em 2009, Maeda venceu a primeira edição das eleições gerais anuais do AKB48, que são descritas como um concurso de popularidade. Como resultado, ela foi a artista principal do 13.º single do grupo, "Iiwake Maybe". No ano seguinte, ela ficou em segundo lugar no geral, mas ainda tinha uma posição significativa na coreografia de "Heavy Rotation". No final daquele ano, o AKB48 empregou um torneio de pedra-papel-tesoura para determinar o primeiro lugar do 19.º single do AKB48, "Chance no Junban". Maeda ficou em 15.º, o que garantiu um lugar na faixa-título. Maeda também venceu a terceira eleição geral do grupo, realizada em 2011.
Maeda foi um dos membros que cantou em todas as faixas-título desde o início do grupo. Sua série de aparições no lado A terminou em 2011, quando perdeu para a capitã do Time K, Sayaka Akimoto, em um torneio de pedra-papel-tesoura que determinou os membros do 24.º single do grupo "Ue kara Mariko".
Em 25 de março de 2012, durante um concerto na Saitama Super Arena, Maeda anunciou que deixaria o grupo. Isso causou um grande alvoroço nas notícias japonesas e gerou um boato (mais tarde provado falso) de que um estudante da Universidade de Tóquio havia se suicidado com o anúncio. Mais tarde, o AKB48 anunciou que Maeda partiria após os shows no Tokyo Dome; Para sua apresentação final, houve 229.096 pedidos de ingressos para assentos. Sua performance e cerimônia de despedida ocorreram em 27 de agosto no teatro AKB48, e foram transmitidas ao vivo no YouTube.

## Carreira

### Musical
Em 23 de abril de 2011, Maeda anunciou que faria sua estreia solo com seu single "Flower", lançado em 22 de junho. Foi alcançado com sucesso comercial no Japão, estreando no número 1 no Oricon Charts, com vendas na primeira semana de 176 967 cópias. O single de acompanhamento "Kimi wa Boku da", lançado em junho de 2012, foi o último single solo de Maeda enquanto ainda era membro do AKB48. Ele estreou no número dois nas paradas da Oricon e alcançou o número um na Billboard Japan Hot 100.
Em 15 de junho de 2013, no evento de aperto de mão do AKB48 realizado em Makuhari Messe, o AKB48 anunciou que Maeda apareceria como convidada especial na série de concertos de verão do grupo no Sapporo Dome em 31 de julho. Lá ela tocou seu terceiro single, "Time Machine Nante Iranai" (Não preciso de uma máquina do tempo), que foi lançado mais tarde em 18 de setembro. Foi selecionada para ser a música tema da adaptação ao vivo de Yamada-kun to 7-nin no Majo (Yamada e as Sete Bruxas). Maeda descreveu a música como "alegre e divertida" e esperava que ela animasse o show. "Time Machine Nante Iranai" acabou chegando ao número um nas paradas diárias da Oricon, e ao número dois no gráfico semanal da Oricon. No Japan Hot 100 da Billboard, estreou no número um e ficou lá apenas na semana de 30 de setembro.
O quarto single de Maeda, "Seventh Code", foi lançado em 5 de março de 2014 e foi usado como tema do filme "Seventh Code", no qual Maeda estrelou. Ele estreou no número 4 nas paradas da Oricon e alcançou o número três na Billboard Japan Hot 100. Em 12 de dezembro de 2015, foi anunciado que o primeiro álbum de Maeda seria lançado ainda no próximo ano. Eventualmente, o álbum foi lançado em 22 de junho de 2016.

### Atuação
Em 2007, Maeda teve um papel coadjuvante no filme Ashita no Watashi no Tsukurikata, que foi sua estreia como atriz. Ela estrelou no filme de 2011, Moshidora e apareceu no filme de 2012 de Nobuhiro Yamashita, Kueki Ressha. Ela também estrelou o filme de terror de 2013 de Hideo Nakata, The Complex. Foi anunciado que ela co-estrelou com Tony Leung Chiu-Wai no filme de Kiyoshi Kurosawa, 1905. Em 2013, Maeda estrelou uma série de vídeos com identificação de estação de 30 segundos para o Music On! TV onde ela interpretou Tamako, uma estudante universitária de Tóquio que não encontra emprego e mora em casa, onde apenas come e dorme, ao longo das quatro temporadas. Isso se tornou um especial de drama de TV e foi desenvolvido em um filme completo, Tamako in Moratorium, o último foi lançado no teatro em novembro de 2013.
Maeda estrelou o filme Sétimo Código, no qual ela interpreta uma mulher japonesa na Rússia que está tentando encontrar um cara que ela conheceu anteriormente. O filme foi exibido no Festival de Cinema de Roma em novembro de 2013 e foi lançado em janeiro de 2014. Ela lançou um single com o mesmo nome em 5 de março. Em maio de 2015, foi anunciado que Maeda havia sido escalada para o papel de Kyoko Yoshizawa, a protagonista feminina da série de anime e mangá Dokonjo Gaeru (O Sapo Corajoso), em uma versão live-action da história que foi ao ar na Nippon TV em julho. Em 2016, ela assumiu o papel principal do drama Busujima Yuriko no Sekirara Nikki na TBS. O primeiro episódio foi lançado em 20 de abril de 2016.

## Vida Pessoal

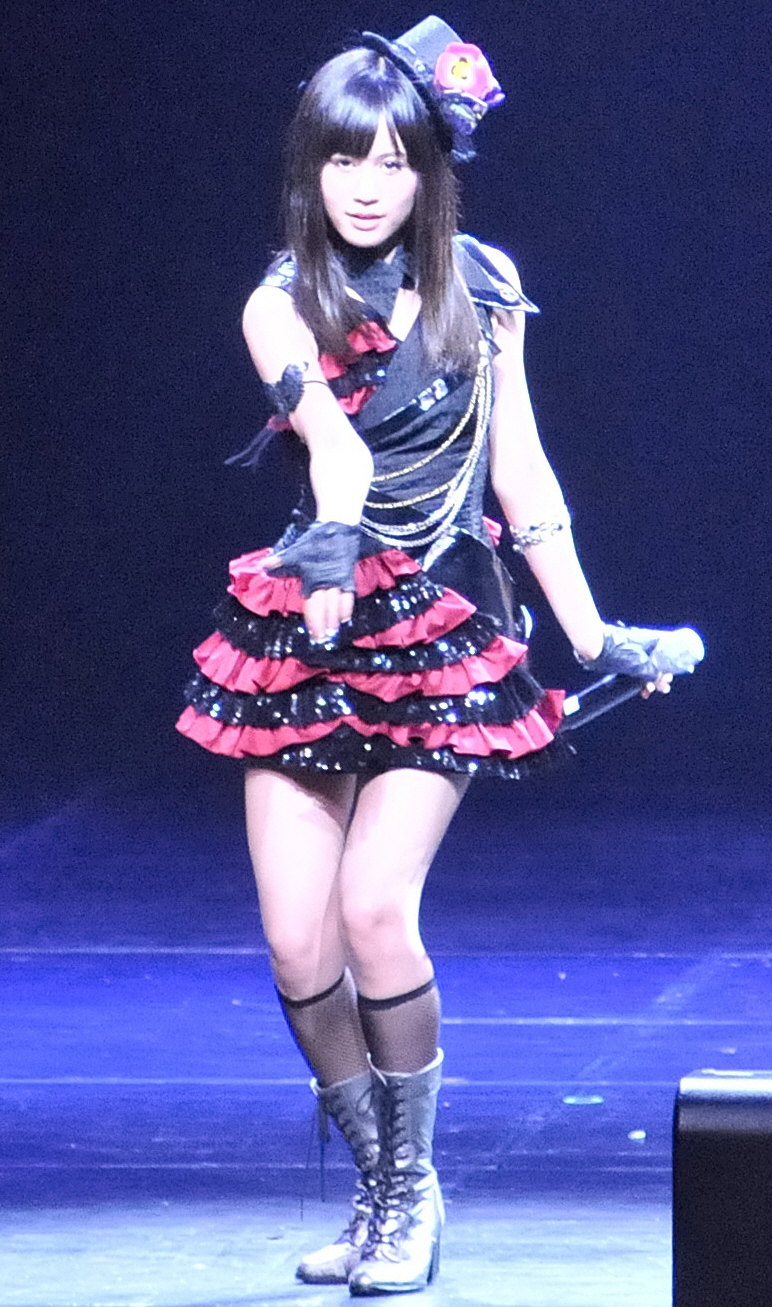
Atsuko Maeda(前田敦子).

Maeda é casada com o ator Ryo Katsuji; eles registraram seu casamento em 30 de julho de 2018. Ela deu à luz seu primeiro filho, um menino, em 4 de março de 2019.

## Discografia
- Selfish (2016)[32]

## Videografia
- "Mubōbi" (「無防備」)  (16.02.2009）

## Filmografia

### Cinema
| Ano  | Título                                | Personagem            | Notas                           | Ref.          |
| ---- | ------------------------------------- | --------------------- | ------------------------------- | ------------- |
| 2007 | How to Become Myself                  | Hinako Hanada         |                                 |               |
| 2007 | Canção Contagiosa                     | Kana Takahashi        |                                 |               |
| 2008 | Nasu Shōnenki                         | Megumi Sasahara       |                                 |               |
| 2011 | Drucker in the Dug-Out                | Minami Kawashima      | Papel principal                 | [ 33 ]        |
| 2012 | The Drudgery Train                    | Yasuko Sakurai        |                                 | [ 34 ]        |
| 2013 | 1905                                  |                       | Produção cancelada              | [ 35 ]        |
| 2013 | The Complex                           | Asuka Ninomiya        | Papel principal                 | [ 36 ] [ 37 ] |
| 2013 | Tamako in Moratorium                  | Tamako Sakai          | Papel principal                 | [ 27 ] [ 38 ] |
| 2013 | Pokémon: Eevee and Friends            | Narradora             |                                 | [ 39 ]        |
| 2013 | O Sétimo Código                       | Akiko                 | Papel principal                 |               |
| 2014 | Eight Ranger 2                        | Saigo Jun             |                                 | [ 40 ]        |
| 2014 | As the Gods Will                      | Maneki-neko           | Voz                             |               |
| 2015 | Kabukicho: O Hotel do Amor            | Saya Iijima           | Papel principal                 | [ 41 ] [ 42 ] |
| 2015 | Initiation Love                       | Mayuko "Mayu" Naruoka | Papel principal                 | [ 43 ] [ 44 ] |
| 2016 | The Mohican Comes Home                | Yuka                  |                                 |               |
| 2016 | Godzilla Resurgence                   | Refugiada             |                                 |               |
| 2017 | Mukoku                                | Kazuno                |                                 | [ 45 ]        |
| 2017 | Antes Que Tudo Desapareça             | Asumi Kase            |                                 | [ 46 ]        |
| 2017 | The Last Shot in the Bar              | Reiko Suwa            |                                 |               |
| 2018 | Dynamite Graffiti                     | Makiko                |                                 |               |
| 2018 | Flea-picking Samurai                  | Ochie                 |                                 |               |
| 2018 | Eating Women                          | Tamiko Shirako        |                                 |               |
| 2019 | O Fim da Viagem, O Começo de Tudo     | Yoko                  | Papel principal                 |               |
| 2019 | Hotel Masquerade                      | Keiko Takayama        |                                 |               |
| 2019 | The Master of Funerals                | Yukiko Watanabe       | Papel principal                 |               |
| 2019 | Machida-kun no Sekai                  | Lira Sakae            |                                 |               |
| 2019 | The Confidence Man JP: The Movie      | Suzuki-san            |                                 |               |
| 2020 | The Confidence Man JP: Princess       | Suzuki-san            |                                 |               |
| 2021 | Caution, Hazardous Wife: The Movie    |                       |                                 |               |
| 2021 | Kurenazume                            | Mikie                 |                                 | [ 47 ]        |
| 2021 | DIVOC-12                              |                       | Papel principal, Curta-metragem | [ 48 ]        |
| 2022 | Convenience Story                     | Keiko                 |                                 | [ 49 ]        |
| 2022 | Motto Chouetsu Shita Tokoroe          | Machiko Okazaki       | Principal                       | [ 50 ]        |
| 2022 | Sobakasu                              | Maho Yonagi           |                                 | [ 51 ]        |
| 2023 | Soshite Boku wa Tohou ni Kureru       | Satomi Suzuki         |                                 | [ 52 ]        |
| 2023 | Atsui Muna Sawagi                     | Tōko                  |                                 | [ 53 ]        |
| 2023 | Love Will Tear Us Apart               | Kaori Yasukawa        |                                 | [ 54 ]        |
| 2024 | Ichigatsu No Koe Ni Yorokobi O Kizame | Reiko                 |                                 | [ 55 ]        |
| 2024 | Amantes Imortais                      | Kanomi Hanamori       |                                 | [ 56 ]        |

### Televisão
| Ano  | Título                            | Personagem                | Ref.   |
| ---- | --------------------------------- | ------------------------- | ------ |
| 2010 | Majisuka Gakuen                   |                           |        |
| 2010 | Ryōmaden                          |                           |        |
| 2010 | Q10                               |                           |        |
| 2011 | Sakura Kara no Tegami             |                           |        |
| 2011 | Hanazakari no Kimitachi e         |                           |        |
| 2011 | Majisuka Gakuen 2                 |                           |        |
| 2012 | Saikou no Jinsei                  |                           |        |
| 2013 | Kasuka na Kanojo                  |                           |        |
| 2014 | Nobunaga Concerto                 |                           |        |
| 2014 | Líderes                           | Misuzu Shimabara          |        |
| 2015 | Kageri Yuku Natsu                 | Yu Kahara                 |        |
| 2015 | Dokonjō Gaeru                     |                           |        |
| 2015 | Majisuka Gakuen 5                 |                           |        |
| 2016 | Busujima Yuriko no Sekirara Nikki | Yuriko Busujima           |        |
| 2016 | Gou Gou, O Gato 2                 | Iida                      |        |
| 2017 | Shuukatsu Kazoku                  |                           | [ 57 ] |
| 2017 | Inspetor Zenigata                 | Detetive Natsuki Sakuraba |        |
| 2017 | Líderes 2                         | Misuzu Shimabara          |        |
| 2020 | A Lendária Mãe                    |                           |        |
| 2022 | Amor Moderno Tóquio               | Aya                       | [ 58 ] |
| 2023 | Utsubora                          | Aki Fujino / Sakura Miki  | [ 59 ] |
| 2023 | Kashimashi Meshi                  | Chiharu Oda               | [ 60 ] |
| 2023 | Kanojotachi no Hanzai             | Yukari Jinno              | [ 61 ] |

- "Swan no Baka! -Sanmanen no Koi-" (「スワンの馬鹿！ ～3万円の恋～」, Stupid Swan -Love of 30 Thousand Yen-)  (Outubro - Dezembro 2007）
- "Taiyo to Umi no Kyoushitsu" (「太陽と海の教室」)  (Julho - Setembro 2008)
- AKBINGO!
- "Shukan AKB" (「週刊AKB」)
- "AKB48 nemousu TV" (「AKB48ネ申テレビ」)

## Prêmios e indicações
| Ano  | Prêmio                                                         | Categoria                                | Trabalho                                  | Resultado |
| ---- | -------------------------------------------------------------- | ---------------------------------------- | ----------------------------------------- | --------- |
| 2010 | BLOG do ano                                                    | Seção feminina                           |                                           | Venceu    |
| 2011 | 35.º Japan Academy Prize                                       | Popularity Award (Actor Category)        | Moshidora                                 | Venceu    |
| 2011 | Prêmio da Crítica de Cinema Japonesa                           | Prêmio atriz revelação                   |                                           | Venceu    |
| 2011 | International Jewellery Tokyo                                  | departamento adolescente                 |                                           | Venceu    |
| 2011 | VOCE BEAUTY AWARDS                                             | A Melhor Beleza do Ano (prêmio especial) |                                           | Venceu    |
| 2012 | 4.º Prêmio TAMA de Cinema                                      | Prêmio de Melhor Atriz Emergente         | Kueki Ressha                              | Venceu    |
| 2012 | 22.º Japan Film Professional Awards                            | Melhor atriz                             | Kueki Ressha                              | Venceu    |
| 2012 | Associação de Importação e Distribuição de Filmes Estrangeiros | Melhor Filme Estrangeiro                 |                                           | Venceu    |
| 2013 | 23.º Japan Film Professional Awards                            | Melhor atriz                             | Tamako in Moratorium                      | Venceu    |
| 2014 | Selfish theater award                                          | Prêmio Atriz                             | Sun 2068                                  | Venceu    |
| 2016 | 11.º Asian Film Awards                                         | Melhor atriz coadjuvante                 | The Mohican Comes Home Japan              | Indicado  |
| 2016 | 3.º Prêmio Inter Pet Best Pet Smile                            |                                          |                                           | Venceu    |
| 2017 | Best Formerist Award                                           | Seção feminina                           |                                           | Venceu    |
| 2019 | TAMA Film Awards                                               | Melhor atriz                             |                                           | Venceu    |
| 2019 | Prêmio de Cinema Fumiko Yamaji                                 | Melhor atriz                             | To the Ends of the Earth Almost a Miracle | Venceu    |